# Голяма награда на Детройт
Голямата награда на САЩ-изток или Голямата награда на Детройт се провежда в Детройт, Мичиган на пистата Детройт (градска писта) от 1982 до 1988 година.
През 1982 САЩ става първата страна с три състезания от Формула 1 в рамките на един сезон. Освен в Детройт в календара са включени и стартове в Лонг Бийч, Калифорния и Лас Вегас, Невада.
Пистата в Детройт е изключително тежка, много тясна по стандартите на Формула 1 с дължина 4.023 км и 17 завоя като повечето от тях са под прав ъгъл на градски кръстовища с предпазни стени, тунел и дори железопътен прелез. Средните времена на обиколка се оказват по-бавни от тези на трасето в Монако.
Първото състезание е през 1982 година когато победител става Джон Уотсън с Макларън. Последното състезание през 1988 е спечелено от Айртон Сена.
През 1989 стартът за Формула 1 е преместен на пистата във Финикс, Аризона.

## Победители
| Година | Пилот           | Конструктор    | Писта   | Статистика |
| ------ | --------------- | -------------- | ------- | ---------- |
| 1988   | Айртон Сена     | Макларън-Хонда | Детройт | Статистика |
| 1987   | Айртон Сена     | Лотус-Хонда    | Детройт | Статистика |
| 1986   | Айртон Сена     | Лотус-Рено     | Детройт | Статистика |
| 1985   | Кеке Розберг    | Уилямс-Хонда   | Детройт | Статистика |
| 1984   | Нелсон Пикет    | Брабам-БМВ     | Детройт | Статистика |
| 1983   | Микеле Алборето | Тирел-Форд     | Детройт | Статистика |
| 1982   | Джон Уотсън     | Макларън-Форд  | Детройт | Статистика |

## Победи-статистика

### Пилоти
| Победи | Пилот       | Постигнати       |
| ------ | ----------- | ---------------- |
| 3      | Айртон Сена | 1986, 1987, 1988 |

### Конструктори
| Победи | Конструктор | Постигнати |
| ------ | ----------- | ---------- |
| 2      | Лотус       | 1986, 1987 |
| 2      | Макларън    | 1982, 1988 |

### Двигатели
| Победи | Двигател | Постигнати       |
| ------ | -------- | ---------------- |
| 3      | Хонда    | 1985, 1987, 1988 |
| 2      | Форд     | 1982, 1983       |

### Националност на пилотите
| Победи | Страна   | Постигнати             | Пилоти |
| ------ | -------- | ---------------------- | ------ |
| 4      | Бразилия | 1984, 1986, 1987, 1988 | 2      |